# دير دبوان
دير دبوان بلدة فلسطينية تقع على بعد 7 كيلومترات شرق مدينة رام الله . ووفقا للمكتب المركزي للإحصاء الفلسطيني بلغ عدد سكانها حوالي 5,252 نسمة في منتصف عام 2006 م، في حين هناك 5,016 شخص من دير دبوان مغتربين.
ترتفع حوالي 800 م فوق سطح البحر، حيث تشرف على الاغوار من الشرق، وعلى جبال مدينة القدس من الجنوب. وتعتبر ديردبوان ثاني أكبر مدن وبلدات الضفة الغربية من حيث مساحة الأراضي، حيث تبلغ مساحتها حوالي 73 ألف دونم، يقع معظمها في الجنوب والجنوب الشرقي للبلدة. وتنحدر أرضها من الغرب إلى الشرق حيث تبدأ المجاري العليا لبعض الأودية المتجهة نحو وادي الأردن مثل وادي العين ووادي الجاية ووادي إدريس ووادي برقة.
بنيت مساحتها بالحجر والإسمنت والطوب. ويتخذ مخططها شكل المستطيل، وتفضل بين بيوتها شوارع مستقيمة وبعض الأزقة. وقد توسعت البلدة وازدادت مساحتها من 164 دونماً في عام 1945 إلى أكثر من 500 دونم في عام 1980، وامتدت في عدة اتجاهات شمالية وغربية وجنوبية غربية. واتخذ نموها العمراني شكلاً متقطعاً، وتناثرت البيوت فيها بين بساتين الأشجار المثمرة.
تبلغ مساحة أراضي دير دبوان 73.332 دونماً منها 13 دونماً للطرق. وتحيط الأراضي الزراعية بالبلدة من جميع الجهات، وتشغل بساتين الأشجار المثمرة من زيتون وتين وعنب مساحات واسعة. وتبعد أشجار الزيتون من أكثر الأشجار المثمرة انتشاراً، وتزرع الحبوب والخضر في البطاح المنبسطة، وفي المنخفضات وبطون الأودية. وتعتمد الزراعة* على مياه الأمطار بالإضافة إلى اعتماد بعض البساتين على مياه الينابيع والآبار*.

## السكان
بلغ عدد سكان دير دبوان 1,382 نسمة في عام 1922، وارتفع في عام 1931 إلى 1,688 نسمة كانوا يقيمون في 384 بيتاً. وقدر عدد السكان في عام 1945 بنحو 2,080 نسمة، وارتفع في عام 1961 إلى 2,812 نسمة يقيمون في 460 بيتاً. وبلغ عددهم سنة 1997 بنحو 4,894 نسمة بناء على إحصاءات السلطة الوطنية الفلسطينية.
مع عشرينات القرن العشرين بدأ سكان البلدة بالهجرة إلى الولايات المتحدة وأمريكا اللاتينية، ومع خمسينات وستينات القرن العشرين زادت وتيرة الهجرة نحو الولايات المتحدة والبرازيل، ويقطن حاليا أكثر 12 الف من أبناء البلدة في الولايات المتحدة وأمريكا اللاتينية، فيما يعيش حاليا في البلدة حوالي 6 الاف نسمة حسب إحصاء 2018، وبالرغم من ارتفاع مستوى الدخل والمعيشة لسكان ديردبوان بالمقارن مع المستوى الوطني الا ان سكان البلدة ما زالوا يهتمون بتربية الأغنام وزراعة الزيتون، حيث ينتشر على سفوح تلالها عشرات آلاف أشجارالزيتون المعمر، مما يمنح البلدة منظرا أخَاذا طوال العام، يزيد من جمال البيوت والقصورالفخمة التي شيدت وفق أنماط وفنون العمارة التي تمزج بين العراقة والحداثة. و كان ويشرب السكان من مياه الأمطار ومن نبعين صغيرين يقعان على بعد كيلومترين شمالي البلدة (رَ: عيون الماء).
زار وزير الخارجية الأمريكي أنتوني بلينكن البلدة في 31 يناير 2023 والتقى السكان الفلسطينيين الأمريكيين.

## سبب التسمية
يوجد عدة روايات لتسمية البلدة ديردبوان. يقال انه كان يعيش فيها راهب اسمه ديفان وله دير فسميت ب دير ديفان وعربت فيما بعد إلى دير دبوان، ويقال انه كان في المكان دير وكان يوجد ديوان يجتمع فيه الناس للنقاش فسميت ب دير ديوان وحرفت فيما بعد إلى دير دبوان.

## التاريخ
يوجد في دير دبوان عدة أماكن اثرية منها كنعناني وأبرزها تل التل (تل عاي) ويعود تاريخه إلى 4,000 سنة قبل الميلاد، يعتبر من أقدم المعالم الأثرية ونموذج للمدن الحضرية في الفترة الكنعانية.

### الاماكن الأثرية في ديردبوان
يوجد كذلك عدة أماكن أثرية في دير دبوان تعود إلى العصر الروماني منها:
1- دير السيق
2- خربة حيّان
3- خربة المقاطير
4- خربة الخضرية
5- خربة الجالا

### الينابيع و الآبار
أهم الينابيع والآبار المنتشرة في أراضي دير دبوان:
1- عين الجاية في الشمال.
2- بير الدرب وبير السهل.
3- بير شبر في الجنوب الشرقي.

### الاقتصاد والتعليم
تتوافر في البلدة المحلات التجارية وبعض المرافق العامة كالعيادة الصحية والمساجد والمدارس وغيرها. وفيها مدرستان للبنات إحداها ابتدائية والثانية ثانوية مدرستين للبنين إحداها ابتدائية والثانية ثانوية ومدرسة صناعية للبنين.

### المساجد
في وسطها مسجد قديم، بالإضافة إلى مزار الشيخ عجمي والشيخ أبو زكية في جنوبها.

### الثقافة
بالرغم من وجود نسبة مغتربين كبيرة من أهالي البلدة ولكنهم على تواصل دائم مع بلدتهم، يبنون البيوت ويستثمرون ويدعموا المشاريع التي تخص البلد، فكان يعيش معظم سكان البلدة على تربية الأغنام حتى مطلع القرن العشرين حيث ما زالت البلدة تشتهر بجودة منتجات البانها وزيت الزيتون على المستوى الوطني.
يوجد كذلك إعداد كبيرة من المزارعين في ديردبوان و تشتهر دير دبوان بزيت الزيتون و منتجات الألبان كالجبنة البلدية والكشك. يشتهر أهالي ديردبوان بالكرم والجود وعمل الخير وتمسكهم بالعادات والتقاليد.

### أعلام بارزون
- ليلى غنام
- جهاد صالح (15 مايو 1948–29 يناير 2023).[7]
- ليندا صبح